# 路易斯維爾 (喬治亞州)
路易斯維爾（英語：Louisville）是一個位於美國喬治亞州傑佛遜縣的城市。根據2010年美國人口普查，該地人口為2493人，而該地的面積約為9.53平方千米。同時該地也是傑佛遜縣的縣治。

## 地理
路易斯維爾的座標為33°00′15″N 82°24′17″W / 33.00417°N 82.40472°W，而該地的平均海拔高度為98米（即322英尺）。